# Гринхэм, Джуди
Джудит Бренда Гринхэм (англ. Judith Brenda Grinham, в замужествах Роули, англ. Rowley и Роу, англ. Roe; род. 5 марта 1939, Нисден, Большой Лондон) — британская пловчиха, чемпионка летних Олимпийских игр 1956 года на дистанции 100 м на спине, чемпионка Европы, двукратная чемпионка Игр Британской империи и Содружества наций 1958 года.

## Биография
Джудит Бренда Гринхэм родилась в 1939 году. В 1955 году она впервые победила на национальном чемпионате по плаванию. На летних Олимпийских играх 1956 года в Мельбурне Гринхэм победила на дистанции 100 м на спине. На Играх Британской империи и Содружества наций 1958 года в Кардиффе Гринхэм победила на дистанции 110 ярдов на спине и в комбинированной эстафете 4×110 ярдов в составе сборной Англии. Англичанки также заняли третье место в эстафете 4×110 ярдов вольным стилем.
На чемпионате Европы по водным видам спорта 1958 года в Будапеште Гринхэм вновь победила на дистанции 100 м на спине. Также она завоевала бронзовую медаль в плавании 100 м вольным стилем. Как представительница Великобритании Гринхэм заняла второе и третье места в эстафетах 4×110 м вольным стилем и в комбинированной 4×110 м. Она стала первой спортсменкой, одновременно завоевавшей золотые медали Олимпийских игр, Игр Содружества и чемпионата Европы.
В 20-летнем возрасте Гринхэм завершила спортивную карьеру. В 1959 году она снялась в фильме Operation Bullshine в роли инструктора по физкультуре. В 1960 году она вышла замуж за журналиста Пэта Роули. У них родились двое детей, Кит (род. 1961) и Элисон (род. 1962). В 1977 году они развелись. В 1979 году Джуди вышла замуж за Майкла Роу.
За свою карьеру Гринхэм установила 5 мировых рекордов. В 1981 году она была включена в Зал Славы мирового плавания. В 2006 году Гринхэм была удостоена титула члена Ордена Британской империи.